# جوبیلی الماسی الیزابت دوم

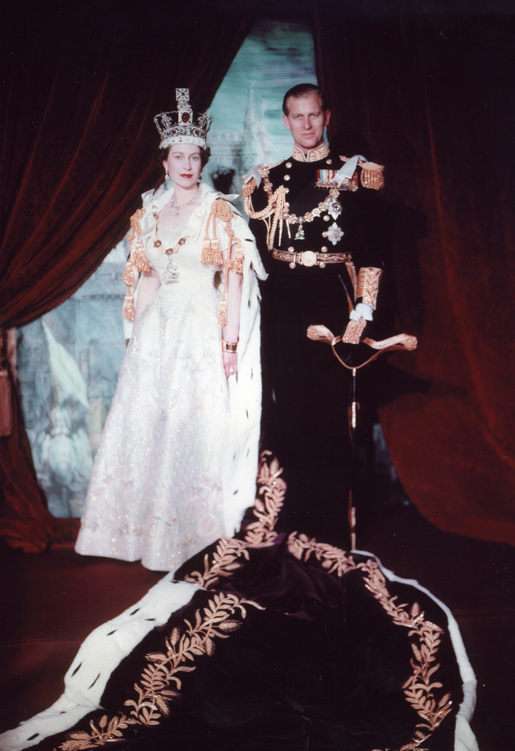
پرتره رسمی تاجگذاری ملکه الیزابت دوم و دوک ادینبرا، ژوئن ۱۹۵۳

جوبیلی الماسی الیزابت دوم (انگلیسی: Diamond Jubilee of Elizabeth II) جشنی جهانی در سال ۲۰۱۲ به مناسبت شصتمین سالگرد جلوس ملکه الیزابت دوم بر تخت هفت کشور پس از مرگ پدرش، شاه جرج ششم، در ۶ فوریه ۱۹۵۲ است.

در این سال خاص، در عین این که خود را باز وقف خدمت به شما می‌کنم، امیدوارم همگی ما به یاد اهمیت باهم بودن و استحکام تشکیل خانواده، دوستی و خوش‌رویی باشیم؛ من خوش‌اقبال بوده‌ام که در طول دوره فرمانروایی‌ام مثال‌هایی از آن‌ها را دیده‌ام و خانواده‌ام و من امیدواریم در اشکال مختلف هنگام مسافرت در پادشاهی متحده و کشورهای مشترک‌المنافع نظیر اینگونه ارزش‌ها را گسترده‌تر ببینیم.

الیزابت دوم، ۲۰۱۲
او ملکه سلطنتی ۱۶ کشور بود، که دوازده تایشان در ابتدای سلطنت اش از مستعمرات بریتانیا بودند. ملکه ویکتوریا در ۱۸۷۹ تنها فرمانروا در تاریخ بریتانیای کبیر، کانادا، استرالیا، نیوزیلند و چند کشور مشترک‌المنافع دیگر بود که جوبیلی الماسی را جشن گرفته‌است.

ما، بندگان وفادار و مطیع شما علیاحضرت، مجلس عوام پارلمان کانادا، ملتمسانه تبریکات صمیمانه خود را به مناسبت اتمام شصتمین سال فرمانروایی شما تقدیم می‌کنیم.
در این سال، جوبیلی الماسی فرمانروایی شما به عنوان ملکه کانادا، ما ایمان داریم که فرمانروایی بخشنده و مسالمت‌آمیز شما سال‌ها ادامه یابد و مشیت الهی شما علیاحضرت را در سلامتی، شادی و وفاداری مهربانانه به مردم تان حفظ کند.

پارلمان کانادا، ۲۰۱۲

## پادشاهی متحده
در پادشاهی متحده جشن‌های ملی و منطقه‌ای در شورای ملکه در کاخ باکینگهام در حال برنامه‌ریزی است.